# Simulium remotum
Simulium remotum är en tvåvingeart som beskrevs av Rubtsov 1956. Simulium remotum ingår i släktet Simulium och familjen knott. Inga underarter finns listade i Catalogue of Life.